# Bartolomé Bermejo
Bartolomé Bermejo, pseudonimo di Bartolomé de Cárdenas (Cordova, c. 1440 – Barcellona, c. 1500), è stato un pittore spagnolo, considerato il più importante del Quattrocento.

## Biografia

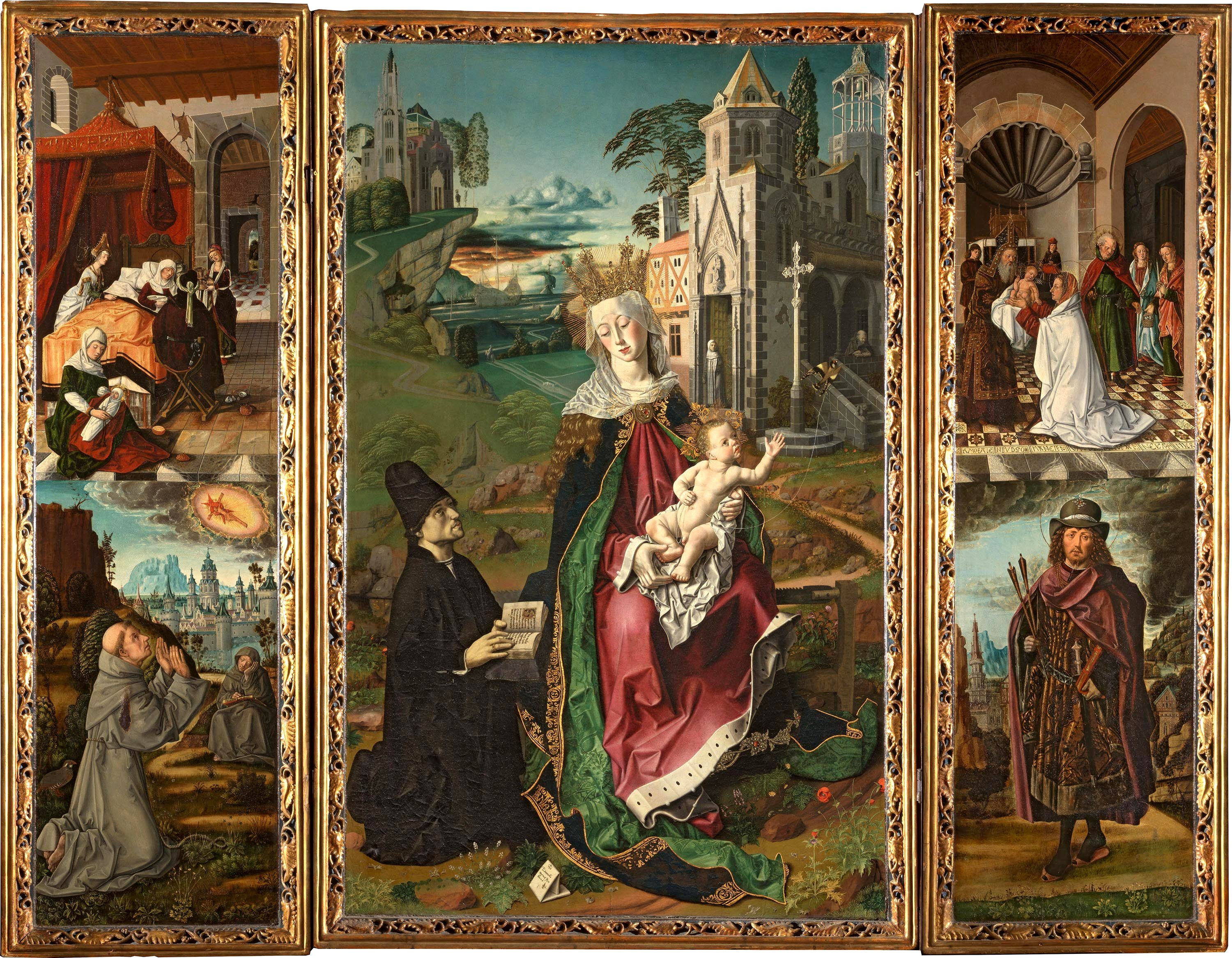
Bartolomé Bermejo, Trittico della Vergine di Montserrat, 1485 ca, cattedrale di Santa Maria Assunta, Acqui Terme

Non si hanno molte notizie sulla vita di Bermejo, tranne quelle sulla sua nascita avvenuta a Cordova e sulla sua origine andalusa e nobile giustificata dal cognome.
Il suo stile fu influenzato dalla scuola fiamminga e dei suoi capiscuola Rogier van der Weyden e Jan van Eyck, e anzi molti critici d'arte ritengono probabile un suo soggiorno nelle Fiandre per apprendere le conoscenze della tecnica di pittura a olio, ma questo viaggio, in qualche modo, poteva anche non essere necessario grazie alla nutrita presenza in Spagna di pittori e di opere di area fiamminga e tedesca.
La prima documentazione scritta sulle sue opere risale al 1468, quando un committente, di nome Antonio Juan, gli chiese di realizzare dipinti per la chiesa di San Michele di Tous: il pannello centrale del polittico si trova oggi alla National Gallery di Londra, con San Michele che trionfa sul demonio.
Nel 1474 si impegnò a dipingere il polittico per la chiesa di San Domenico di Daroca.
Dodici anni dopo eseguì le ante d'organo della cattedrale di Barcellona e nel 1490 portò a compimento la Pietà sempre per la cattedrale. Verso la fine del Quattrocento realizzò il Sacro Volto, prima di trasferirsi a Saragozza.
Il catalogo dei suoi lavori comprende inoltre la Resurrezione e la Discesa al Limbo di chiara impronta fiamminga, il trittico della Madonna di Montserrat per la cattedrale di Acqui con tematiche che sembrano preannunciare il naturalismo della scuola veneziana, la Pietà del canonico Desplá.
Oltre alla evidente influenza fiamminga, dal punto di vista delle forme, Bermejo si caratterizzò per un tratto aspro e per il gusto del senso plastico, di derivazione italiana, della scuola ferrarese e padovana.

## Opere principali
- San Domenico di Silos, Museo del Prado, (circa 1475);
- La Pietà, Museo catedralicio di Barcelona, (1490);
- Retablo della vergine di Montserrat, cattedrale di Acqui Terme;
- San Michele trionfa sul demonio, National Gallery, (1468);
- Resurrezione e discesa di Gesù al Limbo, Museo Nazionale d'Arte della Catalogna, (1475);
- Santa Engrazia in trono, Isabella Stewart-Gardner Museum, Boston, (1474);
- Martirio di Santa Engrazia, Museo di Belle Arti di Bilbao;
- Il miracolo della neve, (1479-1484);
- Noli me tangere, Battistero della cattedrale di Barcellona, vetrata (1494);
- Adorazione dei Re, Cappella Reale di Granada;
- Cristo che guida il patriarchi, Amatller Istituto di ispanici Art, Barcellona, 1480;
- S. Agostino nel suo studio, Art Institute of Chicago, (1475-1485).